# Norwegische Meisterschaften im Biathlon 2022
Die Norwegischen Meisterschaften im Biathlon 2022 fanden am 12. Februar 2022 im Bardufoss Skisenter von Målselv sowie zwischen dem 25. und 27. März 2022 in Vik im Vik Skisenter statt.
Da die A-Nationalmannschaft sowohl beim Mixedrennen als auch bei den Individualbewerben nicht anwesend war, sicherten sich Athleten die Titel, die bei Anwesenheit der Weltelite wahrscheinlich bestenfalls Außenseiterchancen gehabt hätten.

## Männer

### Sprint (10 km)
| Platz | Starter                     | Zeit        | Schießfehler |
| ----- | --------------------------- | ----------- | ------------ |
| 1     | Vebjørn Sørum               | 23:24,8 min | 1+0          |
| 2     | Vetle Paulsen               | +19,4       | 0+1          |
| 3     | Mats Øverby                 | +33,8       | 0+0          |
| 4     | Endre Strømsheim            | +39,2       | 1+0          |
| 5     | Håvard Galåen               | +40,9       | 0+0          |
| 6     | Simon Kirkeeide             | +41,9       | 0+2          |
| 7     | Jørgen Sæter                | +51,4       | 0+1          |
| 8     | Sivert Bekken               | +59,0       | 1+0          |
| 9     | Jørgen Brendengen Krogsæter | +1:10,8     | 0+2          |
| 10    | Harald Øygard               | +1:12,2     | 0+0          |

Start: 25. März 2022

### Massenstart (15 km)
| Platz | Starter                          | Zeit        | Schießfehler |
| ----- | -------------------------------- | ----------- | ------------ |
| 1     | Vebjørn Sørum                    | 37:46,2 min | 0+0+0+0      |
| 2     | Aleksander Fjeld Andersen        | +23,3       | 0+0+1+0      |
| 3     | Eirik Gerhardsen                 | +44,2       | 1+0+1+0      |
| 4     | Sivert Bekken                    | +44,8       | 1+0+1+0      |
| 5     | Johan-Olav Botn                  | +45,5       | 1+1+0+0      |
| 6     | Jørgen Brendengen Krogsæter      | +50,1       | 0+1+1+1      |
| 7     | Martin Femsteinevik              | +56,6       | 1+0+1+1      |
| 8     | Herman Dramdal Borge             | +58,8       | 0+1+0+2      |
| 9     | Fredrik Qvist Bucher-Johannessen | +1:01.2     | 1+1+1+0      |
| 10    | Håvard Galåen                    | +1:03,2     | 1+1+0+1      |

Start: 26. März 2022

### Staffel (4 × 7,5 km)
| Platz | Starter                                                                                         | Region              | Zeit      |
| ----- | ----------------------------------------------------------------------------------------------- | ------------------- | --------- |
| 1     | Fredrik Qvist Bucher-Johannessen Simen Aaberg Skar Jørgen Brendengen Krogsæter Endre Strømsheim | Oslo og Akershus 1  | 1:14:13 h |
| 2     | Harald Øygard Tobias Alm Sivert Guttorm Bakken Vebjørn Sørum                                    | Oppland 1           | +0:17     |
| 3     | Herman Dramdal Borge Vetle Paulsen Aleksander Fjeld Andersen Mats Øverby                        | Buskerud 1          | +0:32     |
| 4     | Håvard Kne Galåen Sivert Bekken Petter Austberg Bjørn Jørgen Sæter                              | Nord-Østerdal 1     | +3:18     |
| 5     | Isak Hopland Johan-Olav Botn Simon Kirkeeide Vegard Skrede                                      | Sogn og Fjordane 1  | +3:27     |
| 6     | Espen Uldal Eivind Sporaland Mathias Hegre Erik Sporaland                                       | Agder og Rogaland 1 | +4:25     |
| 7     | Vegar Horneberg Selnæs Morten Skånøy Søraas Endre Blikra Odin Garli                             | Sør-Trøndelag 1     | +4:40     |
| 8     | Isak Frey Johannes Willassen Olav Knudsen Renolen Lauritz Sogn-Larssen                          | Oslo og Akershus 2  | +5:09     |
| 9     | Eirik Gerhardsen Trym Gerhardsen Erlend Hauan Sivert Gerhardsen                                 | Troms 2             | +5:23     |
| 10    | Martin Bjørndalen Mathisen Bendik Winsvold Dag Sander Bjørndalen Aleksander Morsund Karlsen     | Buskerud 2          | +6:15     |

Start: 27. März 2023

## Frauen

### Sprint (7,5 km)
| Platz | Starter                          | Zeit        | Schießfehler |
| ----- | -------------------------------- | ----------- | ------------ |
| 1     | Malin Bergtun                    | 20:47,7 min | 0+0          |
| 2     | Jenny Enodd                      | +16,2       | 0+1          |
| 3     | Juni Arnekleiv                   | +21,6       | 0+2          |
| 4     | Karoline Erdal                   | +35,2       | 0+2          |
| 5     | Frida Dokken                     | +38,8       | 0+2          |
| 6     | Une Christiane Tronerud Kvelvane | +45,1       | 0+1          |
| 7     | Marthe Kråkstad Johansen         | +50,1       | 0+2          |
| 8     | Åsne Skrede                      | +53,0       | 1+2          |
| 9     | Eline Grue                       | +1:00,5     | 0+0          |
| 10    | Mari Grevskott                   | +1:01,7     | 0+1          |

Start: 25. März 2022

### Massenstart (12,5 km)
| Platz | Starter                          | Zeit        | Schießfehler |
| ----- | -------------------------------- | ----------- | ------------ |
| 1     | Marthe Kråkstad Johansen         | 34:32,1 min | 0+0+0+0      |
| 2     | Jenny Enodd                      | +17,1       | 0+0+1+0      |
| 3     | Juni Arnekleiv                   | +26,3       | 0+1+0+0      |
| 4     | Une Christiane Tronerud Kvelvane | +34,5       | 0+1+0+0      |
| 5     | Andrine Øverland Hatling         | +50,3       | 0+0+1+0      |
| 6     | Malin Bergtun                    | +54,2       | 0+0+0+1      |
| 7     | Mari Wetterhus                   | +1:29,9     | 0+0+0+3      |
| 8     | Ida Emilie Herfoss               | +1:32,5     | 0+1+1+0      |
| 9     | Marit Ishol Skogan               | +1:32,6     | 1+1+1+1      |
| 10    | Åsne Skrede                      | +1:50,2     | 1+2+1+2      |

Start: 26. März 2022

### Staffel (3 × 6 km)
| Platz | Starter                                                                 | Region             | Zeit        |
| ----- | ----------------------------------------------------------------------- | ------------------ | ----------- |
| 1     | Mari Wetterhus Åsne Skrede Frida Dokken                                 | Buskerud 1         | 47:33,0 min |
| 2     | Malin Bergtun Andrine Øverland Hatling Une Christiane Tronerud Kvelvane | Hordaland 1        | +1:26,1     |
| 3     | Karoline Erdal Ann Kristin Aaland Maren Kirkeeide                       | Sogn og Fjordane 1 | +1:50,7     |
| 4     | Tuuva Aas Stræte Linnea Winsvold Nora Berget                            | Buskerud 2         | +1:55,7     |
| 5     | Mari Grevskott Frida Dahl Marit Ishol Skogan                            | Nord-Trøndelag 1   | +2:10,1     |
| 6     | Eivor Melbybråten Lene Jøranli Marit Øygard                             | Oppland 1          | +2:10,7     |
| 7     | Silje Bakken Kristine Hokseng Ølen Jenny Enodd                          | Sør-Trøndelag 1    | +2:59,4     |
| 8     | Camilla Hals Eva Liheim Alfstad Maja Friis Rud                          | Oslo og Akershus 2 | +3:29,1     |
| 9     | Gunhild Viljugrein Stølen Kristiane Rolstad Kirsten Daae Wiig           | Oslo og Akershus 1 | +3:44,6     |
| 10    | Marit Østhus Amanda Kvernmo Lynum Celina Striger                        | Sør-Trøndelag 2    | +5:45,0     |

Start: 27. März 2022

## Mixedstaffel
| Platz | Starter                                                                        | Region                 | Zeit        |
| ----- | ------------------------------------------------------------------------------ | ---------------------- | ----------- |
| 1     | Marit Øygard Harald Øygard Vebjørn Sørum                                       | Oppland 1              | 59:37,7 min |
| 2     | Mari Wetterhus Bendik Winsvold Herman Dramdal Borge                            | Buskerud 1             | +37,6       |
| 3     | Une Christiane Tronerud Kvelvane Martin Femsteinevik Kjerand Tronerud Kvelvane | Hordaland 1            | +54,1       |
| 4     | Gunhild Viljugrein Stølen Fredrik Qvist Bucher-Johannessen Endre Strømsheim    | Oslo og Akershus 1     | +1:28,6     |
| 5     | Ida Emilie Herfoss Ole Shurke Hogne Skar                                       | Telemark og Westvold 1 | +1:31,3     |
| 6     | Eline Grue Sivert Bekken Lars Gunnar Skjevdal                                  | Nord-Østerdal 1        | +1:40,7     |
| 7     | Vilde Skotland Jørgen Brendengen Krogsæter Sindre Fjellheim Jorde              | Oslo og Akershus 2     | +3:08,8     |
| 8     | Camilla Hals Fredrik Grusd Øyvind Aalling Lio                                  | Oslo og Akershus 3     | +3:12,1     |
| 9     | Anna Wikström Eirik Nome Espen Uldal                                           | Agder og Rogaland 1    | +4,19,8     |
| 10    | Sigrid Haug Grønnerød Martin Bjørndalen Mathisen Aleksander Morsund Karlsen    | Buskerud 2             | +4,25,0     |

Start: 12. Februar 2022